# Kawanatanga
Kāwanatanga (literalmente guvernare) este un cuvânt derivat din limba maori din Noua Zeelandă. Kāwanatanga a fost folosit pentru prima dată în Declarația de independență a Noii Zeelande din 1835. Acesta a reapărut în 1840, când Tratatul de la Waitangi a fost tradus din engleză în maori. A fost folosit în acel tratat pentru a traduce conceptul de suveranitate. Unii istorici cred că la acea vreme nu exista niciun cuvânt adecvat în limba maori; cu toate acestea, mulți maori cred că cuvântul mana ar fi oferit un sens adecvat. O presupunere este că, dacă s-ar fi folosit mana în locul noului kāwana tanga transliterat, tratatul nu ar fi fost semnat niciodată.
Prima parte a cuvântului, Kāwana, este o transliterare în māori a cuvântului englez guvernator. Sufixul -tanga este foarte asemănător în sensul și utilizarea sufixului englez, -ship, de exemplu rangatiratanga (căpitanie) și kīngitanga (regalitate). Deci, o traducere literală a cuvântului ar fi guvernare. Dintr-o perspectivă idiomatică, acest cuvânt nu avea niciun sens pentru căpeteniile care au semnat tratatul, deoarece conceptul de a fi guvernat de o autoritate de supraveghere era străin populației maori. Ceea ce ar fi putut înțelege maori despre acest termen a fost derivat în principal din Biblie și, în special, din guvernarea lui Irod. La vremea respectivă, Biblia era unul dintre puținele texte lungi tipărite în Maori și se bucura de o distribuție largă.
Semnificația atașată acestui cuvânt, în special modul în care se raportează la rangatiratanga este vitală pentru discuția Tratatului de la Waitangi. Acest tratat are încă o importanță vitală în Noua Zeelandă de azi și rămâne obiectul multor controverse și dezbateri politice. Avocatul constituțional māori, Moana Jackson, a declarat că, deoarece guvernul Noii Zeelande (identificat drept „Kawanatanga” în textul tratatului) este organismul politic care aplică tratatul și face înțelegeri, „Kawanatanga” este partea actuală a Tratatului, nu Coroana.